# Alba Roballo
Alba Roballo (4 août 1908 – 3 septembre 1996) est une poétesse et femme politique uruguayenne, qui a exercé trois mandats consécutifs de 1958 à 1971 au Sénat de l'Uruguay et un quatrième mandat au début des années 1990. 
Après avoir obtenu son diplôme de droit à l'université de la République de Montevideo, elle commence à écrire. En 1942, son premier livre, Se levanta el sol (Le soleil se lève), remporte le premier prix du ministère de l'Éducation. Plus tard, elle fonde deux revues, Mujer Batllista (Batllist Woman) et El Pregón (Le crieur public). En 1954, elle devient la première femme à siéger au Conseil départemental de Montevideo et est élue sénatrice du Parti colorado. Afro-Uruguayenne de premier plan, elle est la première femme d'Amérique du Sud à occuper un poste de ministre, nommée en 1968 ; elle démissionne de ce poste à la suite d'actions autoritaires du gouvernement. Elle est l'une des fondatrices du Front large en 1971 et bien qu'elle se présente à sa réélection, elle est battue cette année-là.
Après le coup d'État uruguayen de 1973, Roballo devient la cible de nombreux raids des autorités en raison de sa franche opposition au régime militaire qui dirige le pays jusqu'en 1984. À la fin de la dictature, elle se présente sans succès à un siège au Sénat. Elle continue à siéger à la direction du Front large, introduisant des projets de loi pour l'amélioration sociale jusqu'en 1993, année où elle a de nouveau brièvement siégé au Sénat. Roballo décède en 1996, mais elle est commémorée par de nombreux monuments à travers le pays, notamment des timbres émis à son effigie, des rues et des colonies portant son nom, ainsi que des places et des centres culturels.

## Biographie

### Jeunesse et éducation
Alba Rosa Roballo Berón est née le 4 août 1908 à Isla Cabellos, département d'Artigas, Uruguay, de Rosa Berón et Américo Roballo,. Son père est commissaire de la ville et sa mère, enseignante, dirige l'Escuela Rural Nº 8 (école rurale Nº 8) depuis leur domicile. Dès sa naissance, Roballo accompagne sa mère à son travail à l'école, tout comme ses sept frères et sœurs,. Son arrière-grand-père maternel est Genaro Berón de Astrada (es), ancien gouverneur de la province de Corrientes dans le nord de l'Argentine, tandis que son père est uruguayen d'origine mixte, qui comprend des ancêtres Charrúa et africains,.
Pendant son enfance, la famille déménage à Salto, Artigas et Palma Sola (en), où sa mère occupe divers postes d'enseignante et Roballo termine ses études primaires,,. Passionnée de lecture, elle observe dès son plus jeune âge les conditions de vie des gens qui l'entourent et commence à parler de la réduction de la pauvreté. Elle termine ses études secondaires au Lycée n°1 d'Artigas et poursuit ensuite ses études à l'Université de la République. Elle étudie l'enseignement, obtient un diplôme en philosophie et commence sa carrière d'enseignante à l'école que sa mère dirige dans la rue Dr. Pablo de María à Montevideo,. Poursuivant ses études, Roballo s'inscrit à la faculté de droit de l'université, dominée par les hommes. Alors qu'elle est encore étudiante, elle épouse Walter Previtali avec qui elle a un fils, Sergio Previtali. Elle rejoint la Federación de Estudiantes de la Universidad de Derecho (Fédération étudiante de l'Université de droit) et est active dans les manifestations antifascistes en soutien aux républicains pendant la guerre civile espagnole,.
Lorsqu'en 1933, Gabriel Terra orchestre un coup d'État, Roballo participe à l'occupation de l'université en signe de protestation contre le dictateur. Elle rejoint le Parti colorado dirigé par Julio César Grauert (en) et Baltasar Brum. Lorsque Brum se suicide à la suite du coup d'État, Roballo prononce une oraison funèbre défendant la démocratie devant la grande foule qui s'est rassemblée,. En tant que seule femme participante, elle rejoint l'Agrupación Avanzar (Groupe Avanzar), une faction du Parti colorado dirigée par Grauert, qui est résolument anti-impérialiste et socialement progressiste,. Étant mariée, elle peut militer dans des clubs et des lieux de réunion où l'entrée aurait été interdite à d'autres femmes. Durant cette période, elle rencontre de nombreux socialistes et est exposée aux idées de Karl Marx et de Friedrich Engels. Elle s'identifie comme une Batllismo (es), mais son mari est communiste,. En 1939, Roballo obtient un diplôme en droit.

### Écriture (1940–1992)
Roballo fonde le magazine Mujer Batllista (Femme Batlliste) au début des années 1940, qu'elle utilise pour mettre en avant ses idées politiques. Elle publie son premier recueil de poèmes, Se levanta el sol (Le soleil se lève), en 1942, qui lui vaut le premier prix du concours littéraire de cette année-là du ministère de l'Instruction publique,. Ses œuvres écrites, qui sont à la fois de la prose et de la poésie, reflètent son esprit vigoureux et rebelle. Dans un style « agoniste », ils explorent son anxiété, sa douleur et sa fatigue face aux conditions sociales, mais aussi son amour profond pour sa patrie. Les thèmes abordés dans les œuvres écrites de Roballo font écho à son engagement public à apporter empathie, réconfort et motivation, mais exposent la lutte et l'angoisse qui accompagnent la sensibilité à l'environnement social et aux défis de la vie. Par exemple, Tiempo de lobos (Le Temps des loups, 1970) évalue le climat de terreur et de souffrance qui règne pendant la dictature. Ses œuvres sont introduites à l'étranger par Pablo Neruda, poète et diplomate chilien, Alfonso Reyes, écrivain et philosophe mexicain, et César Tiempo, scénariste argentin,. Elle fonde également l'hebdomadaire El Pregón (La Proclamation), qui devient le porte-parole de son mouvement politique du même nom. Sa production littéraire s'étend sur toute sa carrière, sa dernière publication étant La casa del humo (La maison de fumée), en 1992.

### Carrière politique (1947-1971)
Roballo devient présidente de la Cajas de Assignaciones Familiares, Vicente (Caisse d'allocations familiales, Vicente) en 1947,. Les fonds d'allocations familiales sont créés en Uruguay en 1943 pour améliorer les revenus des travailleurs et fournir une compensation financière aux familles des travailleurs, en particulier celles avec enfants, qui connaissent des difficultés. De 1951 à 1954, elle est vice-présidente de la Caja de Jubilaciones (Caisse de retraite). En 1954, Roballo se présente à la Chambre des députés, mais après avoir été battue de peu, le président Luis Batlle la nomme à la tête de la Caja Rural (Fonds rural), qui supervise la distribution des pensions dans les campagnes.
En même temps, en 1954, elle est élue vice-présidente du Concejo Departamental de Montevideo (Conseil départemental de Montevideo), première fois qu'une femme siège au conseil et participe à la direction du gouvernement de la ville,. Roballo se consacre à aider les personnes les plus démunies et marginalisées du pays et on la trouve souvent au Palais municipal pour aider le personnel de nettoyage après les heures de travail. Elle est également responsable de l'importation du vaccin contre la polio, qui réussit à éradiquer la maladie dans la capitale. Elle siège au conseil municipal jusqu'en 1959, et estt connue pour avoir présenté un plan visant à reconnaître officiellement le défilé des llamadas (Appels de la Parade) à l'ouverture du Carnaval, instaurant des services funéraires pour les pauvres de la ville et organisant la direction des services sociaux. Elle organise également de nombreux projets de travaux publics, notamment le pavage de routes, la construction de tunnels et la création du premier plan directeur pour le développement de la ville.
Roballo est élue sénatrice en 1958, seule femme à siéger à l'Assemblée générale à cette époque,. Elle est réélue en 1962 et 1966. Au cours de son mandat au Sénat, elle défend des projets de loi visant à améliorer la vie des pauvres et des femmes,. Lors de la session de 1958, elle est l'auteure de la loi n° 12.572, connue sous le nom de Ley Madre (loi mère), qui accorde un congé payé de six semaines avant et six semaines après la grossesse aux femmes qui travaillent ou un salaire d'État aux femmes qui sont au chômage pendant leur période de gestation. Cette loi constitue une avancée historique en matière de protection des droits des femmes,. Elle travaille également sur une législation visant à reconnaître les partenariats non mariés et sur des mesures visant à assurer l'égalité des chances et à limiter l'exploitation des travailleurs.
En 1968, Roballo est choisie par le président Jorge Pacheco comme ministre de l'Éducation et de la Culture,. Avec sa nomination, elle devient la première femme à occuper un poste de ministre en Uruguay, ainsi qu'en Amérique du Sud. Elle a de profondes divergences avec l'administration de Pacheco et, après avoir occupé son poste du 3 mai au 13 juin, Roballo démissionne de son siège au cabinet, mais pas de son poste de sénatrice, le jour où Pacheco promulgue des pouvoirs exécutifs d'urgence. Il ferme certaines parties de la presse, censurant le contenu des journaux. Il institue des règles d’urgence pour arrêter les dirigeants des syndicats et réprime les groupes politiques de gauche, interdisant les rassemblements publics et élargissant l’autorité de la police pour intervenir. Le 14 août 1968, des étudiants manifestants, dont Líber Arce (en), Hugo de los Santos et Susana Pintos, sont assassinés par la police,. Ce jour-là, Roballo décide de quitter le Parti colorado et de former son propre groupe politique, le Movimiento Pregón,.
À l'approche des élections de 1971, Roballo s'unit à Zelmar Michelini, un ancien membre du Parti colorado, et à d'autres membres du parti de gauche pour former la nouvelle coalition Front large. Bien qu'elle ait quitté le Parti colorado, Roballo continue à suivre l'idéologie batlliste tout au long de sa carrière. Elle affirme qu'elle a dû quitter le parti pour sauver le batllisme, en apportant ses principes au Front large,. Parmi les membres fondateurs du Front large cette année-là, les candidats qui étaient auparavant des Batllistes comprennent Michelini, Roballo, Enrique Martínez Moreno et Enrique Rodríguez Fabregat (es) pour le Sénat ; et Hugo Batalla et Sergio Previtali, le fils de Roballo, pour les députés,. Malgré sa candidature, elle n'est pas réélue au Sénat en 1971, bien que le Front large ait réussi de manière inattendue avec cinq sénateurs et 18 députés remportant des sièges lors de la première élection de la coalition.

### Fin de carrière (1973-1993)
Après le coup d'État de 1973, Roballo est persécutée pour son franc-parler contre l'armée. Son domicile est perquisitionné à plusieurs reprises au cours des 12 ans de dictature. Au début de sa carrière, Roballo reconnait rarement son héritage africain, même si elle est souvent accompagnée lors de rassemblements par des batteurs de Candombe. Comme d'autres Afro-Uruguayens, elle est désignée par la couleur de sa peau et appelée La Negra Roballo, ce qu'elle juge péjoratif. En vieillissant, Roballo commence à être plus ouverte sur son héritage et sur la discrimination à laquelle elle a été confrontée en tant que femme, noire et politicienne de gauche,. En se décrivant, elle dit  « Yo era la negra que le gustaba el vino, la que tenía costumbres difíciles y se juntaba con los negros del barrio Sur » (J'étais la femme noire qui aimait le vin, celle qui avait des coutumes difficiles et qui rencontrait les noirs dans le quartier sud.).
Après la mise en œuvre des politiques de perestroïka visant à réformer le Parti communiste de l'Union soviétique, Roballo se rend en URSS. Bien que sceptique quant à la capacité du pays à changer, elle conclut après son voyage que, parce que les Russes vénèrent leur passé tout en le critiquant, ils réussiraient à fusionner leur passé socialiste avec une approche plus globale. À la fin de la dictature en 1984, Roballo se présente à nouveau au Sénat en tant que candidat de la Izquierda Democrática Independiente (es) (Gauche démocratique indépendante), qui faisait partie du Front large, mais perd. Elle peut continuer à exercer son influence en tant que membre du conseil d’administration du Front large jusqu’au début des années 1990. En 1989, elle est élue sénatrice suppléante du parti Democracia Avanzada (Démocratie avancée). Elle revient au Sénat en 1993, où elle siège pendant une dernière année,.

### Décès et héritage
Roballo décède le 3 septembre 1996 à Montevideo. En hommage à sa mémoire, l'une des salles du Palais législatif est nommée en son honneur. En 2002, une commémoration a lieu au Conseil départemental de Montevideo, au cours de laquelle plusieurs membres du Conseil prononcent des éloges, dont Bertha Sanseverino (en). À l'occasion de la Journée internationale des femmes 2010, elle est honorée dans la série de timbres-poste uruguayens Mujeres notables uruguayas (Femmes uruguayennes remarquables). En 2012, une rue d'Artigas est nommée en son honneur. Une place du quartier Bella Italia de Montevideo est baptisée en son honneur en 2015. En août 2019, la loi 19781, qui régit les réformes agraires, est modifiée pour reconnaître aux femmes le droit d’acquérir des terres et d’en détenir conjointement le titre, en renommant 16 colonies à travers le pays d’après des femmes éminentes qui ont eu un impact sur le développement[pas clair]. La colonie du département d'Artigas est nommée en l'honneur de Roballo. En 2020, un centre culturel est inauguré en son nom dans le quartier Nuevo París de Montevideo.

## Ouvrages
- (es) Alba Roballo, Se levanta el sol, Montevideo, 1942 (OCLC 41147474)
- (es) Alba Roballo, La tarde prodigiosa, Montevideo, Prometeo, 1952 (OCLC 1180290324)
- (es) Alba Roballo, Canto a la tierra perdida, Montevideo, Imprenta Libertad, 1959 (OCLC 835486725)
- (es) Alba Roballo, Mayo de cenizas, Montevideo, 1962[3][10]
- (es) Alba Roballo, Réquiem para Miguel, Montevideo, 1963[3][10]
- (es) Alba Roballo, Poemas sin fecha, Montevideo, Alborada, 1967 (OCLC 253551344)
- (es) Alba Roballo, El libro de los adioses, Montevideo, Ediciones Avanzar, 1968 (OCLC 1899896)
- (es) Alba Roballo, Nunca adiós y relatos, Montevideo, 1969[3]
- (es) Alba Roballo, Relato y testimonio, Montevideo, 1970[3]
- (es) Alba Roballo, Tiempo de lobos, Montevideo, Sandino, 1970 (OCLC 2419241)
- (es) Alba Roballo, Poemas del miedo, Montevideo, Bouzout, 1971 (OCLC 978062393)
- (es) Alba Roballo, Heredaras la tierra, Montevideo, Garcia, 1981 (OCLC 252851724)
- (es) Alba Roballo, La fábrica de la locura, Córdoba, Argentina, El Cid Editor, 1984 (OCLC 18442083)
- (es) Alba Roballo, Antología, Buenos Aires, Ediciones Libros de Tierra Firme, 1988 (OCLC 253023048)
- (es) Alba Roballo, La casa de humo, Buenos Aires, Ediciones Libros de Tierra Firme, 1992 (OCLC 912760877)

### Citations
1. 1 2 3 4 5  Diario de Sesiones 2018, p. 32.
2. 1 2 3 4 5 6 7 8 9 10 11 12 13 14 15 16 17 18 19  Años Bicentenario 2016.
3. 1 2 3 4 5 6 7 8 9 10 11 12 13 14 15 16 17 18 19 20 21 22 23 24 25 26 27  Palermo 2016.
4. 1 2 3 4 5 6 7 8 9  Diario de Sesiones 2018, p. 33.
5. ↑  LaRed21 2002.
6. 1 2 3  Diario El Pueblo 2019.
7. 1 2 3  Department of Urban Planning 2012.
8. ↑  Caristo 2005, p. 23–24.
9. 1 2 3 4 5  Diario de Sesiones 2018, p. 34.
10. 1 2 3 4 5  Caras y Caretas 2018.
11. 1 2 3  Andrews 2010, p. 164.
12. 1 2  Arizmendi 2008, p. 3.
13. ↑  Diario de Sesiones 2018, p. 34–35.
14. ↑  Arceneaux 2001, p. 185.
15. ↑  Faraone 2003, p. 236.
16. 1 2 3 4 5  Diario de Sesiones 2018, p. 36.
17. 1 2  Andrews 2010, p. 164–165.
18. ↑  Alonso 1986, p. 4.
19. ↑  Gilio 1988, p. 12.
20. ↑  El País 1996.
21. ↑  Departmental Board 2002.
22. ↑  LaRed21 2010.
23. ↑  Radio Monte Carlo 2015.
24. ↑  Presidencia 2019.
25. ↑  Radio Uruguay 2020.